# Capitan Harlock - L'Arcadia della mia giovinezza
Capitan Harlock - L'Arcadia della mia giovinezza (わが青春のアルカディア?, Waga seishun no Arcadia) è un film d'animazione del 1982 diretto da Tomoharu Katsumata.
La pellicola narra l'inizio della carriera di pirata del personaggio di Capitan Harlock. Il film fa da pilota alla serie TV Capitan Harlock SSX - Rotta verso l'infinito, la cui trasmissione iniziò pochi mesi dopo la sua uscita. Gli eventi qui narrati si svolgono alcuni anni prima della serie.
Il titolo Capitan Harlock - L'Arcadia della mia giovinezza è ispirato a quello del film franco-tedesco Marianne de ma jeunesse (1955) di Julien Duvivier, pellicola alla quale Leiji Matsumoto (l'ideatore di Harlock) era particolarmente affezionato.

## Trama
La Federazione Terrestre viene attaccata dagli Umanoidi (Illumidas) e capitola. Harlock, capitano dell'astronave di evacuazione Ombra della Morte, è sopraffatto dal nemico e, nel rientro a terra, compie volutamente un atterraggio rovinoso, al fine di rendere il mezzo inservibile. Ad accoglierlo trova una pattuglia di Umanoidi comandati da Zoll di Tocarga; Zoll intima la resa ad Harlock, dopodiché gli dice d'averlo già conosciuto prima in un torneo spaziale e di averlo sempre stimato; infine gli raccomanda di presentarsi puntualmente per fare rapporto, al centro di comando umanoide. Harlock gironzola per la città, quando vede un piccolo gruppo di soldati umanoidi che sembrano andare all'assalto. Si impossessa del fucile di uno e con esso uccide gli altri; si dirige poi dove questi soldati stavano andando e dietro una porta sbarrata trova un registratore che parla al trasmettitore radio: è la voce di Maya, amore di Harlock, la "voce della libertà", che incita i terrestri alla ribellione e che per questo è ricercata.
Recatosi al centro di comando umanoide Harlock fa conoscenza con Zeda, il generale dell'esercito di occupazione, Morguson, secondo in comando, La Mine, segretaria proveniente da un pianeta conquistato e distrutto dagli umanoidi e con il primo ministro terrestre Triter, un governante fantoccio. Qui gli viene fatta la proposta di lavorare per il governo terrestre e per gli Umanoidi: Harlock rifiuta sdegnato, e viene mandato via con i buoni-pasto, dal momento che la carestia incombe. Harlock va quindi in un locale per mangiare, pieno di disperati e di soldati umanoidi, e dopo una rissa, fa conoscenza con Tochiro. In seguito alla rissa vengono arrestati entrambi e Zoll li sottopone ad una complicata analisi genetica, per scoprire eventuali dettagli sul loro passato.
Si scopre allora che gli antenati di Harlock e Tochiro si sono conosciuti la prima volta in Europa, durante la seconda guerra mondiale: Fantom Harlock II vola e combatte per la Germania nazista, pur non condividendone l'ideologia; durante un atterraggio rovinoso il suo aereo si distrugge, il carburante fuoriesce, ma Fantom Harlock II si rifiuta di scendere, se prima non ha disinstallato il suo mirino ottico, "i miei occhi", con il quale ha sempre vinto. Tochiro corre da lui e lo aiuta, facendo appena in tempo a scampare dall'esplosione. I due fanno conoscenza e si confidano: Harlock rivela a Tochiro che il suo servizio per il Terzo Reich è una specie di obbligo feudale ("In un certo senso pago l'affitto") della casata degli Harlock di Arcadia nei confronti della Germania, ma il nemico è già in dirittura d'arrivo; Fantom Harlock II monta sull'ultimo aereo disponibile, e cambia subito il mirino con "i miei occhi"; mentre la sua squadra provvede al rifornimento, Tochiro dipinge un teschio con le tibie incrociate al posto dello stemma nazista. È l'ora di partire, ma Tochiro non ha dove andare: Fantom Harlock II lo fa allora salire nell'interno della coda del suo aeroplano, con la speranza che non arrivino pallottole. Harlock decolla e inizia il combattimento aereo, che lo vede vincitore, ma riscontra un problema: uno dei pedali ha una risposta insolita, spugnosa; terminata la battaglia, si dirige a tutta forza verso la Svizzera, e con il carburante esaurito compie un atterraggio di fortuna. Aperta la stiva dell'aereo scopre la ragione del pedale spugnoso: il cavo metallico si era reciso, e così Tochiro, perché non precipitassero, se lo è legato ai polsi ed è stato con le braccia in tensione per tutto il volo. Harlock è commosso e gli dona il suo preziosissimo mirino ottico, "i miei occhi" a pegno di un'imperitura amicizia.
Al centro di comando pensavano che ci fosse stato un tentativo di ribellione, anziché una rissa: scagionati Harlock e Tochiro, Harlock viene nuovamente contattato dal generale Zeda e dal primo ministro: vogliono che lui accetti il comando di un gruppo di volontari per l'invasione del pianeta Tocarga, già conquistato dagli Umanoidi. Harlock è sospettoso, ne domanda la ragione; gli viene risposto che quel pianeta è inutile per gli Umanoidi e deve perciò essere distrutto, pena la distruzione della Terra. Harlock rifiuta furente, domandando agli Umanoidi come potevano egoisticamente prendersi il diritto di decidere l'annientamento di un pianeta e della sua gente, e dicendo che tutti avevano il diritto di vivere. Dopo essersene andato Harlock ritrova Maya, anche questa volta in procinto d'essere catturata e nel tentativo di aiutarla un colpo di fucile lo ferisce ad un occhio. Nel frattempo Tochiro fa la conoscenza di Esmeralda, una commerciante galattica, e le ripara l'astronave. Quando Harlock ha modo di parlare con Tochiro del suo colloquio con il governo umanoide, Tochiro gli rivela il suo tesoro: una potentissima astronave che si è costruito da sé, che chiameranno con il nome augurale di ARCADIA.
Harlock, Tochiro, LaMine e pochi altri partono dunque per il pianeta Tocarga, per soccorrere la popolazione, ma riescono a recuperare solo un piccolo gruppo di sopravvissuti, prima che il pianeta venga distrutto. Lungo il viaggio di ritorno questi sopravvissuti, osservando come l'Arcadia soffra ad attraversare una zona vicino ad una stella, e ragionando di come oramai la loro razza sia estinta, l'aiutano nella traversata alleggerendole il carico: immolano loro stessi, gettandosi nell'incandescente vento solare.
Triter e Morguson avevano cercato di impedire il viaggio dell'Arcadia, facendo incatenare, con un atto arbitrario, Maya e Esmeralda al pubblico ludibrio; ma invece di frenare Harlock sollevano una sommossa, nella quale muoiono anche Zoll e gli altri nativi di Tocarga, ribellatisi all'ingiusto regime. Harlock torna sulla Terra per prelevare le salme dei suoi cari, a cui si aggiunge Maya, che gli muore fra le braccia; Morguson cerca di sparargli alle spalle, ma Harlock riesce a evitare il colpo, uccidendolo per primo. A questo punto Zeda, ammirato dal suo coraggio, e pure obbligato a combatterlo, sfida Harlock in un duello nel cosmo.
Harlock accetta, e l'Arcadia combatte contro l'astronave tripla di Zoll, riuscendo a guadagnarsi la vittoria di misura. Zeda, dopo avere fatto evacuare il suo equipaggio, si getta sull'Arcadia con l'astronave, che esplode a distanza ravvicinata. L'Arcadia è in una situazione critica: le strutture sono molto danneggiate, e in lontananza è in arrivo una flotta da guerra umanoide; tuttavia Harlock e gli altri decidono di accettare ugualmente battaglia, per non volere iniziare una nuova vita con una fuga. All'inizio del combattimento si accorgono che i mirini automatici delle astronavi nemiche sbagliano costantemente la mira, e finalmente comprendono perché Zeda si è fatto esplodere di fronte a loro: il calore dell'esplosione ha reso temporaneamente sfuggente l'Arcadia al mirino nemico. Il combattimento si risolve con una schiacciante vittoria dell'Arcadia, battesimo del fuoco per il nascente Pirata Harlock.